# Шаблінський Ілля Георгійович
Ілля Георгійович Шаблінський (рос. Илья Георгиевич Шаблинский; * 29 квітня 1962, Москва, Російська РФСР) — російський правозахисник. Доктор юридичних наук, член Ради при Президентові РФ з розвитку громадянського суспільства і прав людини. Професор кафедри конституційного та муніципального права Вищої школи економіки.

## Життєпис
У 1985 році закінчив Всесоюзний юридичний заочний інститут (Московський вечірній факультет правознавства). У 1988 році захистив в Інституті філософії АН СРСР (сектор політика) кандидатську дисертацію на тему «Концепція демократії в політичній філософії Алексіс де Токвіль». Кандидат філософських наук. У 1997 році захистив в Інституті держави і права докторську дисертацію на тему «Конституційні реформи в Росії і принцип поділу влади». Доктор юридичних наук.
З 1987 року — брав участь у правозахисному русі і в організації вільних профспілок.
У 1990 році — член міжміських робочого клубу, секретар Конфедерації праці (м. Новокузнецьк).
У 1989 — 1990-і рр — спостерігач на виборах різного рівня від ряду громадських організацій.
З 1991 року — на державній службі.
У березні-серпні 1994 року — Завідувач Відділом державного і міжнародного права Апарату Ради Федерації Федеральних Зборів Російської Федерації.
У 1994—1998 рр. — заступник, перший заступник начальника Правового управління Апарату РФ.
У 2000—2004 рр — радник правового управління, начальник Інформаційно-аналітичного відділу Центральної виборчої комісії РФ.
З 2004 р — професор кафедри конституційного та муніципального права факультету права Вищої школи економіки.
|  | Наше керівництво відокремило від України сьому частину її території. Сьому частину! І приєднало до себе. Крим і шматок Донбасу. Ви вважаєте, що це нормально і добре і піде нам на користь? Я вважаю, що нічого доброго для нашої країни не буде. Перспективи тут гарної немає. Нам доведеться за це платити. Ми вже за це платимо, крім депутатів Держдуми Росії. |

## Автор праць
- Пределы власти; Борьба за российскую конститутционную реформу (1898—1995 гг.) / И. Г. Шаблинский ; Московский общественный научный фонд. Центр конституционных исследований ; . — М. : [б.в.], 1997. — 248 с. — ISBN 5-89554-006-6
- Конституционное правосудие в посткоммунистических странах. : сб. докладов / отв. ред. И. Г. Шаблинский ; Центр конституционных исследований Московского общественного научного фонда. — М. : Центр конститутционных исследований МОНФ, 1999. — 249 с.: фото. — ISBN 5-89554-115-1
- Особенности ведения юридического бизнеса в России: правила ведения бизнеса. Экономика и управление. Этика партнерства: По материалам Второго юрид. форума, Москва, 12 апреля 2006 г. / ред. и сост. И. Г. Шаблинский. — М. : Альпина Бизнес Букс, 2007. — 85 с. — ISBN 978-5-9614-0551-4
- Правовая поддержка иностранных инвестиций / ред. и сост. И. Г. Шаблинский. — М. : Альпина Бизнес Букс, 2006. — 120 с. — (Библиотека юридической компании «Пепеляев, Гольцблат и партнеры»). — ISBN 5-9614-0281-9[5]